# Hofsiedlung
Eine Hofsiedlung bestand im Mittelalter aus einem landwirtschaftlichen Hof, einem Stallgebäude, einem Wohnhaus, einem Hühnerstall und eventuell noch einer Schmiede bzw. Werkstatt.
Hofsiedlungen sind in Europa heute noch in Norwegen, der Schweiz und in Polen bekannt.

## Schweiz
In der Schweiz gibt es bis heute noch Hofsiedlungen. Diese bestehen heute aber meist aus einem oder mehreren Bauernhöfen. Sie werden auch Weiler genannt.